# Karl Ludwig von Knebel
Karl Ludwig von Knebel (Wallerstein, 1744. november 30. – Jéna, 1834. február 23.) német költő és műfordító.

## Élete
Mint katonatiszt korán megismerkedett az Ifjú Németország költői körével és midőn Károly Ágost trónörököst és ennek öccsét Párizsba kísérte (1774), Frankfurtban bemutatta nekik Goethét, akinek később legjobb és legbizalmasabb barátja lett. Midőn tanítványa, a trónörökös meghalt, őrnagyi ranggal nyugalomba vonult és 1798-ban nőül vette Rudorff Lujza énekesnőt. Eredeti költeményeiben a klasszikus forma szépsége lep meg (Sammlung kleiner Gedichte, 1815; Distichen, 1827), de ezeknél jóval becsesebbek műfordításai: Elegien des Properz (Lipcse, 1789); Lucretius: De rerum natura (uo. 1821).